# Tom Coppola
Thomas Wilkinson „Tom“ Coppola (* 6. Juni 1945; † 29. Dezember 2023) war ein amerikanischer Fusionmusiker (Piano, Arrangement).

## Leben und Wirken
Coppola begann im Alter von 8 Jahren Klavier zu spielen, nachdem seine Mutter einen kleinen Steinwayflügel kaufte. Sein Interesse am Jazz wurde durch die New Yorker Jazz-Radiosender geweckt. Nach seinem Abschluss am Manhattan College 1967 startete er seine Karriere als Toningenieur in New York mit Albumprojekten, kommerziellen Jingles und Fernseharbeit. Daneben begann er in den späten 1960er Jahren, als Musiker zu arbeiten. Gemeinsam mit seiner späteren Frau Googie Coppola gründete er die Gruppe Air, die zunächst mit Herbie Mann auftrat und 1971 ein eigenes Alben für Manns Embryo-Label einspielte. Dann ging er mit Marvin Gaye auf Tournee, arbeitete als Studiomusiker für Lenny White, Chic und Paul Simon (Hearts and Bones) und veröffentlichte 1980 Duoaufnahmen mit Googie Coppola (Shine the Light of Love).
Coppola arbeitete von 1984 bis 1990 als Musikproduzent für die Fernsehshow Saturday Night Live. Ab 1990 absolvierte er ein Jazzstudium an der University of Southern California. Als Adjunct Professor for Jazz Studies lehrte er in den 2000er-Jahren in der Musikabteilung der University of North Carolina in Asheville. Er gab das Lehrbuch Jazz Standards for Piano heraus (Hal Leonard) und war mit der der Sängerin Lucianne Evans im Duo Evans and Coppola tätig (Hold Back the Rain, 2000). Weiterhin spielte er in seinem Tom Coppola Trio.